# Olga Brusnikina
Olga Aleksandrovna Brusnikina (russe : Ольга Александровна Брусникина), née le 9 novembre 1978 à Moscou, est une nageuse synchronisée russe.

## Biographie
Olga Brusnikina se révèle lors des Championnats du monde junior 1993 où elle se classe première en solo, en duo et par équipe. Elle remporte la même année le titre par équipe aux Championnats d'Europe de natation 1993, qui est à nouveau remporté en 1995.
Elle fait partie de l'équipe de Russie quatrième des Jeux olympiques d'été de 1996 à Atlanta. Elle domine ensuite la natation synchronisée internationale avec le palmarès suivant :
- double championne d'Europe 1997 (en duo et en équipe)
- double championne du monde 1998 (en duo et en équipe)
- triple championne d'Europe 1999 (en solo, en duo et en équipe)
- double championne d'Europe 2000 (en solo et en équipe)
- double championne olympique 2000 (en duo et en équipe)
- double championne du monde 2001 (en solo et en équipe)
- championne du monde 2003 (en équipe)
- championne olympique 2004 (en équipe).

Elle devient ensuite membre du Comité olympique russe. Olga Brusnikina intègre l'International Swimming Hall of Fame en 2009.